# Konstantinische Schenkung

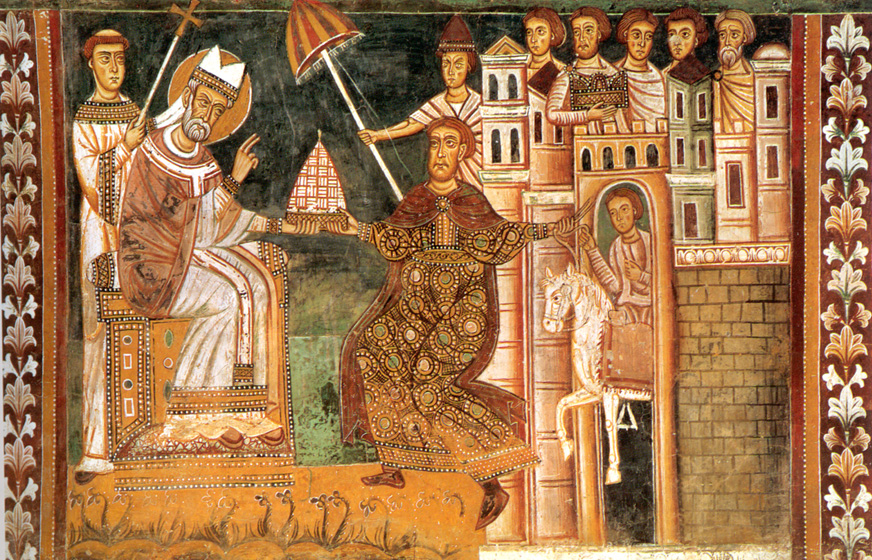
Darstellung der Konstantinischen Schenkung auf einem Fresko von 1246, Silvesterkapelle bei der Basilika Santi Quattro Coronati in Rom

Der Begriff der Konstantinischen Schenkung (lateinisch Constitutum Constantini bzw. Donatio Constantini ad Silvestrem I papam) bezieht sich auf eine von der Wissenschaft auf etwa das Jahr 800 datierte, gefälschte Urkunde, die angeblich in den Jahren 315/317 vom römischen Kaiser Konstantin I. ausgestellt wurde. Darin wird Papst Silvester I. (Pontifex von 314–335) und seinen sämtlichen Nachfolgern usque in finem saeculi, d. h. bis ans Ende der Zeit, eine auf geistliche Belange gerichtete, jedoch zugleich politisch wirksame Oberherrschaft über Rom, Italien, die gesamte Westhälfte des Römischen Reiches, aber auch das gesamte Erdenrund mittels Schenkung übertragen. Der deutsche Theologe und Philosoph Nikolaus von Kues und der Humanist Lorenzo Valla erwiesen die „Schenkung Kaiser Konstantins“ in den 1430er Jahren erstmalig als Fälschung.
Die Päpste nutzten die Urkunde, um ihre Vormacht in der Christenheit und territoriale Ansprüche zu begründen. Nach dem Nachweis der Fälschung im 15. Jahrhundert wurde dieser Umstand seit der Veröffentlichung in Kardinal Caesar Baronius’ Annales Ecclesiastici (erschienen 1588–1607) allgemein akzeptiert.

## Inhalt
Die in den Quellen gebrauchte Bezeichnung des Falsifikats lautet Constitutum Constantini (Bestimmung Konstantins). Das Dokument besteht aus zwei gleich großen Teilen, einer Confessio (Glaubensbekenntnis) und einer Donatio (Schenkung). Von dem Donationsteil leitet sich der gängige Name Konstantinische Schenkung ab. Von dem Glaubensbekenntnis (Confessio) gibt es weit über 300 Handschriften in lateinischer, griechischer, syrischer und armenischer Fassung sowie in weiteren volkssprachlichen Versionen.
In dem Confessio-Teil steht, dass Kaiser Konstantin als Christenverfolger gegen Ende seines Lebens vom Aussatz befallen wurde. Die römisch-heidnischen kapitolinischen Priester raten ihm, „im Blute unschuldiger Kinder zu baden, doch wird er von der Klage der Mütter von Mitleid ergriffen, und er schickt Mütter und Kinder nach Hause“. Wie zum Lohn wird er in einem nächtlichen Traum von den ihm erscheinenden Aposteln Petrus und Paulus an Papst Silvester I. verwiesen, der ihm helfen könne. Silvester hält sich am Berg Soracte vor der Christenverfolgung verborgen. Konstantin lässt Silvester herbeiholen, „der ihn durch ein Taufbad heilt“. (In Wirklichkeit wurde Konstantin erst auf dem Sterbebett von Bischof Eusebius von Nikomedia getauft.) Für die Überlieferung ist er der erste als Christ handelnde Kaiser. Nach der Heilung bekennt Konstantin den christlichen trinitarischen Glauben und schärft ein, dass mit Petrus auch Silvester die Binde- und Lösegewalt erhalten habe.
Aus Dankbarkeit, so wird im zweiten Teil erklärt, habe Konstantin dem römischen Bischof den Vorrang über alle anderen Kirchen, d. h. über die Patriarchate von Konstantinopel, Antiochia, Alexandrien und Jerusalem verliehen. Außerdem bekam der Papst die kaiserlichen Insignien und Vorrechte verliehen (das Diadem, den Purpurmantel, das Zepter und das Prozessionsrecht). Schließlich wurde ihm auch die Herrschaft über ganz Italien und den gesamten Westen überlassen. Konstantin überlässt ihm auch den Lateranpalast und leistet als Zeichen der Unterwürfigkeit den Stratordienst, d. h. den rituellen Dienst eines Stallknechts, indem er das päpstliche Pferd führt. Konstantin verlegt seinen Regierungssitz von Rom nach Konstantinopel im Ostteil des Reiches, während Silvester die Herrschaft über den Westen (das Abendland) antritt.
Das gefälschte Dokument begründet somit den Anspruch der römischen Kirche auf Ländereien und die Weisungsbefugnis über alle anderen Ortskirchen und verleiht dem Papst einen Rang, der dem kaiserlichen vergleichbar ist.

## Wirkung im Mittelalter
Möglicherweise spielte die Konstantinische Schenkung bereits in den 750er Jahren eine Rolle, als Papst Stephan II. sich, von den Langobarden bedrängt, an den Frankenkönig Pippin III. wandte und dieser dem Papst im Rahmen der Pippinschen Schenkung die Herrschaft über langobardische Gebiete in Mittelitalien zusicherte, teilweise übertrug und damit die territoriale Grundlage des Kirchenstaates erweiterte. Manche Forscher meinen aber, dass die Fälschung erst im späten 8. Jahrhundert oder zu Beginn des 9. angefertigt wurde.
Die frühesten Bezüge auf die Schenkung finden sich in der Chronik des Ado von Vienne und bei Aeneas von Paris (jeweils um 870). Weitere nachweisliche Bezüge finden sich in der Schrift De Ordine Palatii des Hinkmar von Reims aus dem Jahr 882 und in einer Urkunde von Papst Benedikt VII. an einen spanischen Empfänger vom April 979. Letztere lehnt sich in der Poenformel ausführlich an den Text der Konstantinischen Schenkung an. Das Exzerpt war jedoch rechtlich unerheblich und rein diplomatischer Schmuck.
Eine heute in Bamberg liegende Handschrift des 10. Jahrhunderts (Msc.Can.4) überliefert eine besondere Textfassung des Constitutum Constantini, in welcher eine direkte Unterfertigung (Bestätigung) durch Otto I. formuliert ist. Vom kaiserlichen Hof aber war dieses durch einen Diakon namens Johannes eingereichte Pergament als Fälschung durchschaut und deshalb von Otto nicht bestätigt worden. Just auf diese Fälschung bezog sich 1001 ein kaiserliches Diplom seines Enkels Otto III. Der Halbgrieche hatte unter Bezugnahme auf Johannes’ Fälschung und ganz in griechischer Tradition die Echtheit des Constitutum rundweg abgelehnt. Kurz darauf starb der 21-jährige Kaiser wegen Fiebers eines natürlichen Todes.
Das Constitutum wird vorgetragen im großen Streit zwischen dem Ökumenischen Patriarchen Michael Kerullarios und Papst Leo IX. bzw. dessen Vertreter und Abgesandten, dem Kardinal Humbert von Silva Candida (1053/1054), der nach Konstantinopel gereist war. Es ging bei diesem Streit zwischen Ost und West zunächst um liturgische Fragen und um die Verwendung gesäuerten oder ungesäuerten Brotes bei der Eucharistie. Doch bald rückte das Problem des Primats des römischen Bischofs in den Mittelpunkt, und Humbert zitierte den Text des Constitutum im römisch-petrinischen Sinne: Zunächst stellte er die Reihenfolge der Patriarchensitze um, wobei er Konstantinopel – offenbar in erniedrigender Absicht – ans Ende setzte: Rom, Alexandrien und nach dem Kleinpatriarchat von Jerusalem das große Konstantinopel. Dass es um die Rangordnung ging, wird deutlich, als der Patriarch Michael Kerullarios Kaiserinsignien anlegte, entsprechend den Emblemen, die dem Papst Silvester und seinen Nachfolgern von Konstantin übertragen waren. Der immer höher eskalierende Streit endete mit einer gegenseitigen Verfluchung der beiden Kirchen 1054, die vom Westen als Schisma angesehen wurde, für welches (lediglich) westliche Religionshistoriker den Begriff des Morgenländischen Schismas prägten und das bis heute mehr oder minder andauert.
Von der Mitte des 11. Jahrhunderts an beriefen sich die Päpste bis zum Spätmittelalter nunmehr regelmäßig auf die Konstantinische Schenkung, sowohl zur Begründung territorialer Forderungen als auch im Konflikt mit den Patriarchen von Konstantinopel. Spätestens im 11. Jahrhundert wurde die Konstantinische Schenkung somit ein fester Bestandteil des Kirchenrechts. Daran änderte der Nachweis der Fälschung um 1440 zunächst nichts. Grund dafür ist das mittelalterliche Rechtsverständnis: Bei Urkunden kam es auf den (plausiblen) Inhalt, nicht die Herkunft an. Fälschungen waren nicht ungewöhnlich und in der Regel juristisch vollständig inkorporiert.
Im Mittelalter haben außer Otto III. nur Häretiker und einzelne Gegner des Papsttums in Italien die Konstantinische Schenkung verworfen. Trotz der schweren jahrhundertelangen Konflikte des Papsttums mit dem Kaisertum und seinen Streitigkeiten mit französischen und englischen Königen hat keiner dieser Herrscher versucht, die Echtheit der Urkunde zu bestreiten. Jedoch kamen immer wieder aus verschiedenen Gründen Fälschungsvorwürfe auf. Sie konnten von der teilweise irreführenden Einordnung in den pseudoisidorischen Dekretalen, einem der im Frühmittelalter am weitesten verbreiteten Kirchenrechtsbücher, veranlasst sein. Das Constitutum Constantini steht dort nach einem Brief des Vorgängerpapstes von Silvester Melchiades (310–314) und nach einem Traktat über das Konzil von Nikäa (325), der bereits präzise von dem Schenkungsakt des Konstantin an Silvester spricht. Das brachte römische Kreise auf die Idee, in der Konstantinischen Schenkung eine Fälschung zu sehen. Sie sei eine Lüge und eine ketzerische Fabel, worüber in Rom „selbst die Krämer und die Marktweiber offen redeten“ – so wurde Friedrich Barbarossa bei seiner Thronbesteigung 1152 berichtet. Eine stadtrömische Freiheitsbewegung wollte in der Mitte des 12. Jahrhunderts sämtliche Schenkungen an Papst Silvester rückgängig machen. Bernhard von Clairvaux äußerte Zweifel an der Konstantinischen Schenkung und kritisierte, dass mit ihr das Gift in Form von Prunk und Pomp in den Klerus gedrungen sei.

## Nachweis der Fälschung
Erst zwei Gelehrte des 15. Jahrhunderts, zuerst 1433 der deutsche Theologe und Philosoph Nikolaus von Kues in De concordantia catholica und dann um 1440 der italienische Humanist Lorenzo Valla, wiesen nach, dass die Urkunde der Schenkung eine Fälschung ist. Valla zeigte mit sprachlichen Argumenten, dass das Latein der Urkunde Merkmale zeigt, welche die Entstehung im frühen 4. Jahrhundert ausschließen. Außerdem wird in der Urkunde der Name Konstantinopel (Constantinopolis) erwähnt, obwohl die Stadt zur angeblichen Ausstellungszeit (315/317) noch Byzantion bzw. Nova Roma hieß.
Erst durch die Reformation wurde Vallas Erkenntnis weiteren Kreisen bekannt. Der Reichsritter Ulrich von Hutten gab in seinem kompromisslosen Kampf gegen den Papst Vallas Schrift De donatione Constantini ab 1521 neu heraus. Seit dem frühen 17. Jahrhundert vertrat die katholische Kirche die Auffassung, die Urkunde sei zwar gefälscht, doch habe es wirklich eine Schenkung Konstantins gegeben und die Fälschung sei von den Griechen begangen worden, also nicht im Dienst des Papsttums. Erst im 19. Jahrhundert wies der katholische Gelehrte Ignaz Döllinger nach, dass die Behauptung eines griechischen Ursprungs und nachträglicher Übersetzung ins Lateinische unhaltbar ist. Der Vatikan hatte im selben Jahrhundert die Fälschung festgestellt und erkannte an, dass der Anspruch auf weltliche Macht nicht durch ein Geschenk des römischen Kaisers gerechtfertigt sein könne.

## Edition
- Das Constitutum Constantini (Konstantinische Schenkung). Textausgabe. Herausgegeben von Horst Fuhrmann. Hahn, Hannover 1968 (= MGH. Fontes iuris Germanici antiqui in usum scholarum separatim editi, Band 10). Digitalisat.